# АТХ код M05
АТХ код M05 (англ. ATC code M05)  «Препараты для лечения заболеваний костей» — раздел система буквенно-цифровых кодов Анатомо-терапевтическо-химической классификации, разработанных Всемирной организацией здравоохранения для классификации лекарств и других медицинских продуктов. Подгруппа M05 является частью группы препаратов M «Препараты для лечения заболеваний костно-мышечной системы».
Коды для применения в ветеринарии (ATCvet коды) могут быть созданы путём добавления буквы Q в передней части человеческого Код ATC: QM05.
Из-за различных национальных особенностей в классификацию АТС могут включаться дополнительные коды, которые отсутствуют в этом списке, который составлен Всемирной организацией здравоохранения.

## M05B Препараты, влияющие на минерализацию костей

### M05BAБифосфонаты
- M05BA01 Этидроновая кислота Etidronic acid[англ.]
- M05BA02 Клодроновая кислота
- M05BA03 Памидроновая кислота Pamidronic acid[англ.]
- M05BA04 Алендроновая кислота Alendronic acid[англ.]
- M05BA05 Тилудроновая кислота Tiludronic acid[англ.]
- M05BA06 Ибандронат Ibandronic acid[англ.]
- M05BA07 Ризедроновая кислота Risedronic acid[англ.]
- M05BA08 Золедроновая кислота

### M05BB Бифосфонаты в комбинации с препаратами кальция
- M05BB01 Этидроновая кислота с кальцием, последовательно
- M05BB02 Ризедроновая кислота с кальцием, последовательно
- M05BB03 Алендроновая кислота в комбинации с колекальциферолом
- M05BB04 Ризедроновая кислота с кальцием и колекальциферолом, последовательно
- M05BB05 Алендроновая кислота с кальцием и колекальциферолом, последовательно

### M05BC Костные морфогенетические протеины
- M05BC01 Dibotermin alfa[англ.]
- M05BC02 Eptotermin alfa[англ.]

### M05BX Другие препараты, влияющие на минерализацию костей
- M05BX01 Иприфлавон Ipriflavone[англ.]
- M05BX02 Aluminium chlorohydrate[англ.]
- M05BX03 Strontium ranelate[англ.]
- M05BX04 Denosumab[англ.]